# Disyringa dissimilis
Disyringa dissimilis är en svampdjursart som först beskrevs av Ridley 1884.  Disyringa dissimilis ingår i släktet Disyringa och familjen Ancorinidae. Inga underarter finns listade i Catalogue of Life.